# Resultado nulo

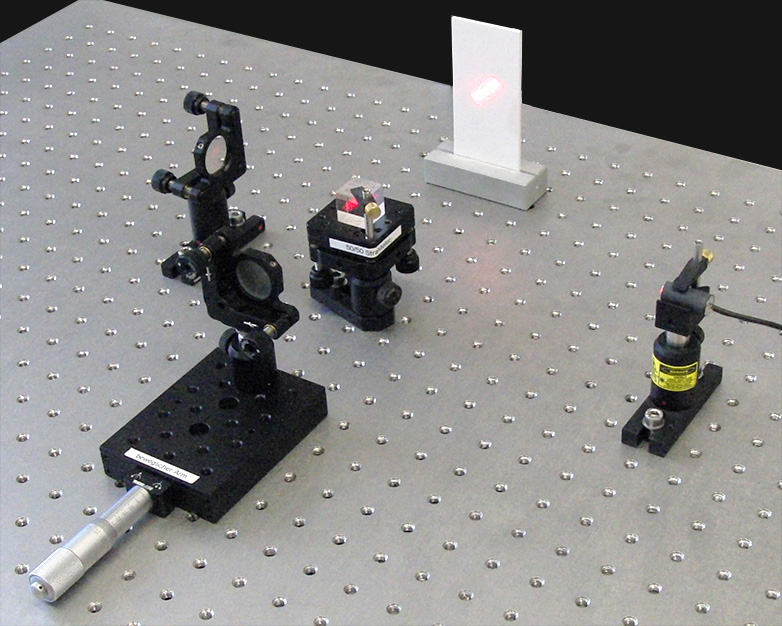
Un ejemplo de resultado nulo es el experimento de Michelson y Morley para la determinación del èter.

En ciencia, un resultado nulo es la consecuencia de un experimento con un resultado no esperado. Un nulo no implica que el resultado del experimento sea cero, o nada. Sino que el experimento no da soporte a la hipótesis inicial. El término es considerado como una traducción del latín nullus resultarum, cuyo significado es "sin consecuencia".
En el contraste de hipótesis, un resultado nulo puede surgir cuando el resultado de un experimento no difiere significativamente de lo que era de esperar respecto a las condiciones de una hipótesis nula. Mientras algunos efectos puedan ser observados, es decir su probabilidad (bajo las condiciones de la hipótesis nula) no exceda la significación estadística, se fija un nivel de corte que permite rechazar los valores observados. Los valores de significación varían, pero pueden oscilar entre un 0.05 (5%). 